# Saison 2009-2010 de l'Arsenal FC
Maillots
Chronologie
Saison précédente Saison suivante
La saison 2009-2010 de l'Arsenal FC est la 101e saison consécutive du club dans l'élite. En plus d'évoluer en Premier League, les Gunners participent à la Ligue des Champions.

## Transferts
| Nom               | Nationalité       | Transfert                         | Provenance/Destination | Division       |
| ----------------- | ----------------- | --------------------------------- | ---------------------- | -------------- |
| Arrivées          |                   |                                   |                        |                |
| Thomas Vermaelen  | Belgique          | Transfert (10 millions de livres) | Ajax Amsterdam         | Eredivisie     |
| Vito Mannone      | Italie            | Premier contrat professionnel     | Arsenal B              |                |
| Wojciech Szczęsny | Pologne           | Premier contrat professionnel     | Arsenal B              |                |
| Jack Wilshere     | Angleterre        | Premier contrat professionnel     | Arsenal B              |                |
| Armand Traoré     | France            | Fin du prêt                       | Portsmouth             | Premier League |
| Départs           |                   |                                   |                        |                |
| Amaury Bischoff   | Portugal / France | Fin de contrat                    | Académica de Coimbra   | Liga Sagres    |
| Rui Fonte         | Portugal          | Fin de contrat                    | SC Portugal            | Liga Sagres    |
| Paul Rodgers      | Angleterre        | Fin de contrat                    | Northampton Town       | D6 anglaise    |
| Emmanuel Adebayor | Togo / Nigeria    | Transfert (25 millions de livres) | Manchester City        | Premier League |
| Kolo Touré        | Côte d'Ivoire     | Transfert (16 millions de livres) | Manchester City        | Premier League |